# Pan de cañada
El pan de cañada, o simplemente cañada, es una variedad de pan típico del centro y sur de Aragón, España. Tiene una forma plana, alargada y oblonga, tamaño muy variable, con unas características hendiduras en forma de «acanaladuras» u «hoyuelos» por su superficie para regarlo con aceite de oliva virgen extra. Su miga es muy húmeda y esponjosa, con abundante alveolado irregular. Su corteza es dorada, brillante, fina de grosor y ligeramente crujiente. Las cañadas pueden ser dulces o salados. Dependiendo del pueblo, o incluso del panadero, la cañada puede tener forma rectangular, elíptica u ovalada, con mayor o menor tamaño.  
El pan de cañada y otras tortas cumplen la función de entrar los primeros al horno, ya que bajan su temperatura y aumentan el nivel de humedad, preparándolo para las siguientes hornadas de pan. Donde más tradición tiene la cañada es en el Bajo Aragón, aunque se ha difundido ampliamente por las tres provincias aragonesas gracias a los pastores trashumantes que lo consumían antiguamente durante sus largos viajes a través de rutas llamadas «cañadas», de ahí su nombre. El aceite de oliva actúa como conservante natural, de manera que el pan podía aguantar tierno las varias semanas que durase el viaje. A pesar de ser una sencilla torta de masa aceitada, en cada pueblo de Aragón la receta puede ser notoriamente diferente.
Desde 2008, el pan de cañada está amparado por la marca C'Alial, un sello de garantía de calidad del Gobierno de Aragón, junto con el chusco, el pan de pintadera de Teruel, y el pan de cinta de Zaragoza.

## Nombres comunes
Es llamado raspao en Híjar, guitarra en Cariñena, bollo en Calamocha, torta floja en Biel, o sequillo en otros pueblos.  

## Elaboración
Contiene harina de trigo (W220-280), agua (60%), masa madre (10-15%), un poco de levadura y sal. Los ingredientes se amasan y se dejan reposar en bloque por 45-60 minutos, aunque el tiempo dependerá de la temperatura ambiental. Luego se dividen en piezas individuales y se bolean cada una. Así se dejan fermentando otros 45 minutos. Se les da la forma de cañada y reposa de nuevo entre 15 y 20 minutos.
Finalmente se «marcan» las masas con los dedos, se pintan de aceite de oliva y se fermentan por última vez por unos 25-35 minutos. Se hornean y opcionalmente se pueden volver a pintar con aceite para aportar un aspecto más brillante. Resulta en un pan plano (no más de 6 cm), de forma ovalada, tostado medio y migaja muy elástica y jugosa. Una receta típica es el bocata de pan de cañada relleno de ternasco de Aragón.

## Variantes
En el libro El pan y su influencia en Aragón (1997), Rafael Montal recoge algunas de las variantes más famosas de cañadas:
- Cañada de Alcañiz
- Cañada de Alcubierre
- Cañada de Almonacid de la Cuba
- Cañada de Biel
- Cañada de Peñaflor de Gállego
- Bollo de Calamocha
- Dobleros de Ejea de los Caballeros
- Fogaza de Erla
- Guitarra de Cariñena
- Raspao de Híjar
- Sequillo de Mora de Rubielos